# Baracs, Fejér
Baracs  este un sat în districtul Dunaújváros, județul Fejér, Ungaria, având o populație de 3.498 de locuitori (2011). 

## Demografie
Componența etnică a satului Baracs
     Maghiari (96,55%)
     Germani (1,24%)
     Necunoscut (0,47%)
     Alții (1,74%)
Componența confesională a satului Baracs
     Romano-catolici (32,19%)
     Fără religie (30,27%)
     Reformați (4,12%)
     Necunoscută (31,39%)
     Alte religii (3,92%)
Conform recensământului din 2011, satul Baracs avea 3.498 de locuitori. Din punct de vedere etnic, majoritatea locuitorilor (96,55%) erau maghiari, cu o minoritate de germani (1,24%). Apartenența etnică nu este cunoscută în cazul a 0,47% din locuitori. Nu există o religie majoritară, locuitorii fiind romano-catolici (32,19%), persoane fără religie (30,27%) și reformați (4,12%). Pentru 31,39% din locuitori nu este cunoscută apartenența confesională.